# ペギー・マーチ

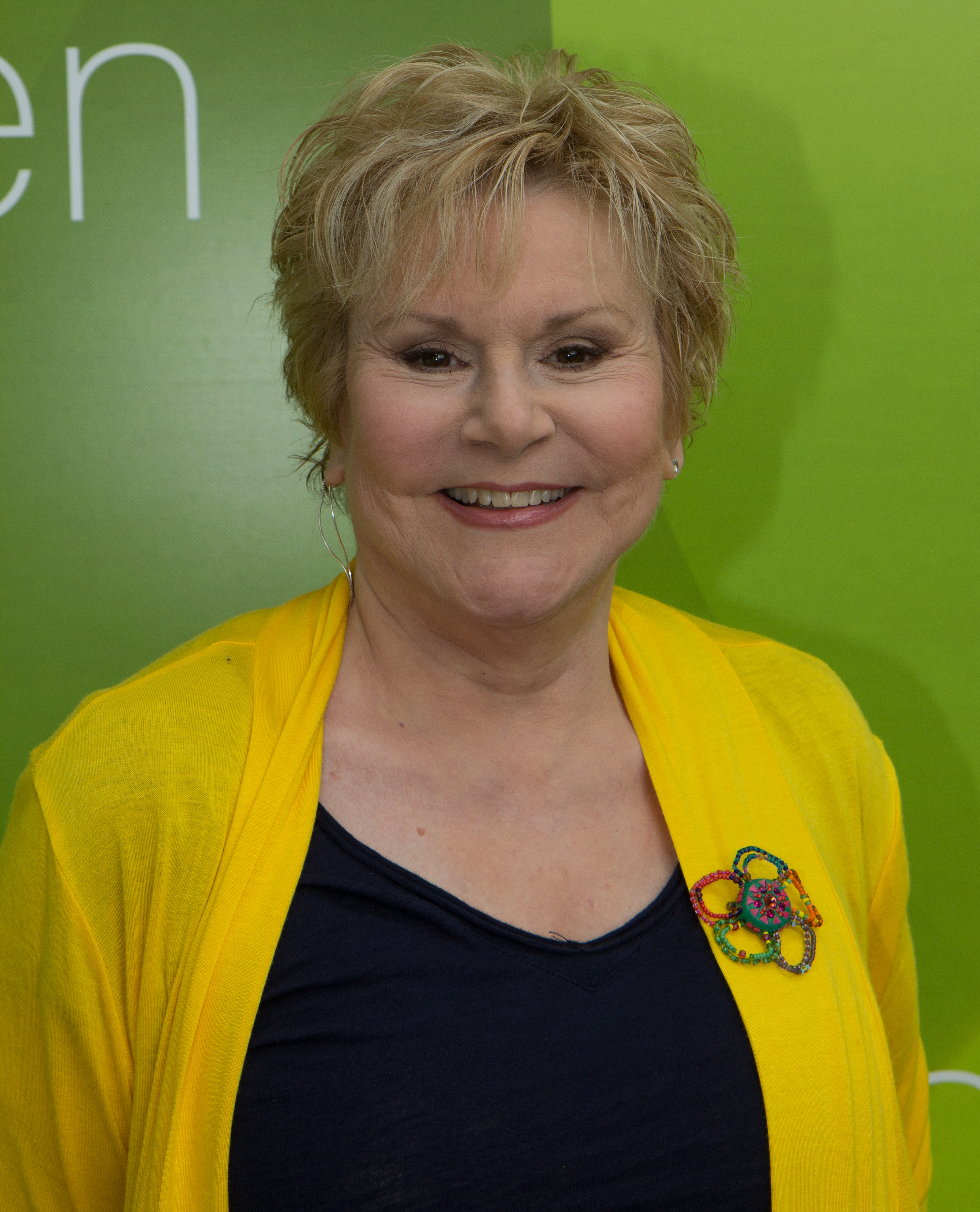
2018

ペギー・マーチ（Little Peggy March, 1948年3月8日 - ）はアメリカ合衆国、およびドイツの歌手である。本名はMargaret Annemarie Battavio。旧名リトル・ペギー・マーチ。

## バイオグラフィ
14歳の時に1962年にコンテストで優勝したのがきっかけでRCAよりデビュー。当初はリトル・ペギー・マーチとしてアイドル歌手としてデビュー。以後アメリカのみならず、ドイツでも活躍し、日本語の歌も自身のカヴァーのみならず、日本の曲もカヴァーした。特にペトゥラ・クラークの『愛のシャリオ』をカヴァーした『アイ・ウィル・フォロー・ヒム』が大ヒットし、日本語でもカヴァーした。1963年4月、『アイ・ウィル・フォロー・ヒム』は全米シングルチャート（ビルボード・ホット100）の第1位に輝き、当時15歳の彼女は「最年少1位獲得記録」を樹立した（なお、同年、スティーヴィー・ワンダー（当時13歳）に最年少1位獲得記録は更新されたものの、いまだに、最年少1位獲得女性歌手の記録は保持している）。1964年途中から拠点を西ドイツに移し、ペギー・マーチに名義を変更してドイツ語での歌唱を中心に活動を開始する。翌1965年にリリースした『17歳でも夢を見る（Mit 17 hat man noch Träume）』が国内最高2位の大ヒットを記録、自身のドイツにおける代表曲となったほか、日本でも日本語の歌詞で歌唱し『夢みる17才』というタイトルで発売された。1977年からは英語圏での活動も再開し、娘の教育のために生活拠点をアメリカに戻した（それ以降もドイツでの活動は現在に至るまで続けている）1980年代には作詞家としてのキャリアもスタートさせている。その他日本では、三木たかし作曲の『忘れないわ』を日本語で歌い好評を得た。

## エピソード
久保浩が歌唱しているデビュー曲『霧の中の少女』を日本語でカバーしたことがある。

## ディスコグラフィ

### 全盛期時代のシングル
- アイ・ウィル・フォロー・ヒム(1963)
- さよなら！初恋
- プリンセスではないけれど
- 涙のウエディング・マーチ
- 恋を教えて
- いつどんな時でも
- 可愛いマリア
- アイ・ラヴ・ユウ・ソー・マッチ
- 涙にぬれた恋
- 夢みる17才
- 想い出のハイデルベルグ
- 忘れないわ
- 恋のブン・バカ・バン

### 日本のみのシングル曲
- 忘れないわ - 三木たかし作曲の名曲。
- 愛して愛して愛しちゃったのよ ※田代美代子&和田弘とマヒナスターズのカヴァー デュエット曲でベニー・トーマスと組んだ。
- 若いってすばらしい ※槙みちるのカヴァー
- いつでも夢を ※吉永小百合のカヴァー。前半英語、後半は日本語で歌っている。
- 素敵なあなた
- ローマの雨
- 偽りの恋
- コンニチワ・サヨナラ
- 悲しい青空
- 枯葉のように
- 霧の中の少女

### アルバム
- 日本語で歌うペギー・マーチ
- PEGGY MARCH BEST SELECTION
- MARCH IN JAPAN
- ペギー・マーチ・ゴールデン・アルバム
- 1965: In Our Fashion
- 1965: Tagebuch einer 17-jährigen
- 1966: Peggy March
- 1966: Laß mir meine Träume
- 1967: Hello Boys!
- 1968: No Foolin’
- 1970: Meine Welt
- 1970: Mein Lied für Peggy
- 1972: Lady Music (2 LPs)
- 1972: Einmal verliebt – immer verliebt
- 1973: Für dich
- 1975: Männer
- 1976: Costa Brava
- 1978: Fly Away Pretty Flamingo
- 1979: Electrifying

### 企画・ カップリング盤
ハイスクール清純デュエット
ペギー・マーチ：アイ・ウィル・フォロー・ヒム (I Will Follow Him) / 夢の世界 (Dream World)
リタ・パヴォーネ：恋の意気地なし (Come Te Non C'e Nessuno) / わたしの年頃 (Alla Mia Eta')
※イタリア、カンツォーネ界のアイドル、リタ・パヴォーネとのカップリング。

## 来日
初来日は1964年の8月で、日劇ウエスタンカーニバルに出演した。その後数回、日本に訪れ、1980年代半ばにはオールディーズ特集としてベルギー出身の歌手アダモとの共演も果たしている。